# Dobrica
Dobrica (cyr. Добрица) – wieś w Serbii, w Wojwodinie, w okręgu południowobanackim, w gminie Alibunar. W 2011 roku liczyła 1076 mieszkańców.